# Седов, Владимир Алексеевич
Владимир Алексеевич Седо́в (6 июня 1928 — 14 мая 2009) — советский и российский актёр. Заслуженный артист РСФСР (1977). Лауреат Государственной премии РСФСР им. К. С. Станиславского (1974).

## Биография
Владимир Седов родился 6 июня 1928 года в городе Сарапуле (ныне — Удмуртия).
Учился в студии при Саратовском театре драмы. Играл в Великолукском драматическом театре (1947—1958), Волгоградском драматическом театре (1963—1971), Воронежском театре драмы (1971—1981), Саратовском театре драмы (1981—1986). В 1986—1997 годах — артист Саратовской областной филармонии.
Скончался 14 мая 2009 года в Саратове после тяжёлой болезни, причиной которой явилась давняя катастрофа на киносъёмках. Похоронен на Елшанском кладбище.
21 ноября 2012 года на здании Саратовской филармонии им. А. Шнитке в честь артиста была торжественно открыта мемориальная доска.

## Признание и награды
- заслуженный артист РСФСР (1977);
- Государственная премия РСФСР имени К. С. Станиславского (1974) — за исполнение роли Сальвадора Альенде в спектакле «Хроника одного дня» Э. И. Пашнева и Г. Б. Дроздова;
- Серебряная медаль имени А. П. Довженко (1976) — за роль генерала Д. М. Карбышева в ленте «Родины солдат».

## Творчество

### Роли в театре

#### Воронежский театр драмы
1. «Каменный властелин» Леси Украинки — Дон Жуан
2. «Сослуживцы» Э. В. Брагинского и Э. А. Рязанова — Анатолий Ефремович Новосельцев
3. «Иванов» А. П. Чехова — Иванов
4. «Человек со стороны» И. М. Дворецкого — Чешков
5. «Провинциальные анекдоты» А. В. Вампилова — Хомутов
6. Ханума А. А. Цагарели — Князь
7. «Хроника одного дня» Э. И. Пашнева и Г. Б. Дроздова — Президент Альенде
8. «На дне» М. Горького — Сатин

#### Саратовский театр драмы
1. 1983 — «Ревизор» Н. В. Гоголя. Режиссёр: А. И. Дзекун — Лука Лукич Хлопов, смотритель училищ
2. 1984 — «Зойкина квартира» М. А. Булгаков. Режиссёр: А. И. Дзекун — Гусь

### Фильмография
1. 1963 — Им покоряется небо — Сергей Ильич Шаров
2. 1965 — Дорога к морю
3. 1966 — Серая болезнь — Николай Никулин
4. 1967 — Железный поток
5. 1967 — Возмездие — майор Барабанов
6. 1969 — Директор — Кныш
7. 1972 — Сибирячка
8. 1975 — Родины солдат — генерал Карбышев
9. 1976 — Меня ждут на земле — Сан Саныч, борттехник
10. 1977 — Хомут для Маркиза — Щегловитов, тренер
11. 1977 — Убит при исполнении — Воровский
12. 1978 — Степь — Кузмичёв
13. 1978 — Лекарство против страха — Андрей Филиппович Поздняков, капитан милиции
14. 1979 — Здесь, на моей земле — Луговенко
15. 1979 — Взлёт — Евграф Николаевич
16. 1980 — Такие же, как мы!
17. 1980 — Коней на переправе не меняют — министр
18. 1981 — На Гранатовых островах — американский журналист Максвелл[2]
19. 1982 — Случай в квадрате 36-80 — адмирал Спирин
20. 1982 — Красные колокола. Фильм 2. Я видел рождение нового мира — Николай Кишкин
21. 1982 — Бой на перекрёстке — Травников
22. 1982 — Белый шаман — Медведев
23. 1983 — Тайна «Чёрных дроздов» — инспектор Нил
24. 1984 — Поручить генералу Нестерову…
25. 1985 — Законный брак — военком
26. 1986 — Железное поле — Прокшин Геннадий Васильевич, член коллегии Госстандарта СССР
27. 1986 — Борис Годунов — Афанасий Пушкин
28. 1987 — Загадочный наследник — историк
29. 1988 — Однажды в декабре
30. 1990 — Война на западном направлении — полковник, тесть Рукатова
31. 1990 — Человек из чёрной «Волги» — Фёдор Константинович Леднёв
32. 1992 — На Дерибасовской хорошая погода, или На Брайтон-Бич опять идут дожди — президент США Джордж Буш-старший
33. 1993 — Раскол — Герлих
34. 1994 — Железный занавес